# Amphibious Fighters
Amphibious Fighters ist ein US-amerikanischer Kurzfilm von Jack Eaton aus dem Jahr 1943.

## Handlung
Der in Cinecolor gedrehte Film zeigt verschiedene Manöver der US Army. Die Bilder werden von Ted Husing als Erzähler begleitet.

## Produktion
Amphibious Fighters entstand als Teil der Kurzfilmreihe Grantland Rice’s Sportlight. Der Film erhielt am 2. Juli 1943 einen Copyright-Eintrag.

## Auszeichnungen
Amphibious Fighters wurde 1944 mit einem Oscar in der Kategorie „Bester Kurzfilm (eine Filmrolle)“ ausgezeichnet.